# Santiago de Candoso
Santiago de Candoso ist ein Ort und eine ehemalige Gemeinde (Freguesia) im Norden Portugals.
Santiago de Candoso gehört zum Kreis und zur Stadt Guimarães im Distrikt Braga. Die Gemeinde hatte eine Fläche von 2,6 km² und 2153 Einwohner (Stand 30. Juni 2011).
Am 29. September 2013 wurden die Gemeinden Candoso (Santiago) und Mascotelos zur neuen Gemeinde União das Freguesias de Candoso São Tiago e Mascotelos zusammengeschlossen.